# Вила Кантагало (Мачерата)
Вила Кантагало је насеље у Италији у округу Мачерата, региону Марке.
Према процени из 2011. у насељу је живело 87 становника. Насеље се налази на надморској висини од 294 м.